# Asterophrys leucopus
Asterophrys leucopus és una espècie de granota de la família Microhylidae que viu a Papua Nova Guinea.